# 진 할로
진 할로(출생명은 할린 할로 카펜터(영어: Harlean Harlow Carpenter), 영어: Jean Harlow, 1911년 3월 3일 ~ 1937년 6월 7일)는 미국의 배우이다. 금발 머리가 트레이드 마크로 "플래티넘 블론드"(Platinum Blonde), "블론드 밤쉘"(Blonde Bombshell)로 불리기도 했다. 1999년 미국 영화 연구소(AFI) 선정 50대 여배우로 선정되었다.
1937년 영화《사라토가》촬영기간 중 신부전으로 인해 향년 26세로 사망하였다.

## 출연 작품
- 사라토가 (Saratoga, 1937년)
- 수지 (Suzy, 1936년)
- 더 걸 프롬 미주리 (The Girl from Missour, 1934년) - 이디 역
- 8시 석찬 (Dinner At Eight, 1933년)
- 폭탄 (Bombshell, 1933년)
- 빨간 머리 여자 (Red-Headed Woman, 1932년)
- 레드 더스트 (Red Dust, 1932년) - 밴틴 역
- 공공의 적 (The Public Enemy, 1931년) - 그웬 앨런 역
- 플래티넘 블론드 (Platinum Blonde, 1931년) - 앤 역
- 지옥의 천사들 (Hell`s Angels, 1930년) - 헬렌 역